# Šafranov
Šafranov je priimek več oseb:
- Konstantin Šafranov, kazaški hokejist
- Peter Grigorevič Šafranov, sovjetski general